# Mikuláš Faber
Mikuláš František Faber (? Hranice – 1673 Kroměříž) byl český duchovní a hudební skladatel.

## Život
Datum narození ani přesné datum úmrtí není známo. Je doloženo, že od roku 1651 byl děkanem ve Strážnici. Prožil zde těžké časy – velký požár v roce 1652, kdy město z větší části vyhořelo i vpád Tatarů v roce 1663. Na krátký čas odešel do Říma a koncem roku 1685 se stal děkanem kolegiátní kapituly u svatého Mořice v Kroměříži a farářem v kostele Nanebevzetí Panny Marie.

## Dílo
Skladby Mikuláše Fabera nezapřou český původ skladatele a vynikají dramatickým výrazem. Tiskem bylo vydáno (Vídeň, 1664) Threnon musicum pro 5 vokálních hlasů a varhany na slova 78. žalmu, které bylo věnováno Olomouckému biskupovi Karlu Lichtensteinovi.